# 30 мая
30 мая — 150-й день года (151-й в високосные годы) по григорианскому календарю.
До конца года остаётся 215 дней.
До 15 октября 1582 года — 30 мая по юлианскому календарю, с 15 октября 1582 года — 30 мая по григорианскому календарю.
В XX и XXI веках соответствует 17 мая по юлианскому календарю.

## Праздники и памятные дни

### Международные
- Международный день феминизма[2][3][неавторитетный источник] (в 1960 приурочен к дню казни Жанны Д’Арк)

### Национальные
- Россия — День окрошки[4][неавторитетный источник].
- Перу — Национальный день картофеля (Dia National de la Papa)[источник не указан 878 дней]
- Канарские острова ( Испания) — День Канарских островов

### Религиозные
Католицизм
- Память святого Фернандо Кастильского;
- память святой Жанны д’Арк;
- память святого Иосифа Марелло.

 Православие
- Память апостола от семидесяти Андроника и святой Иунии, сродников апостола Павла (I);
- память преподобной Евфросинии, в миру Евдокии, великой княгини Московской (1407);
- память мучеников Солохона, Памфамира и Памфалона воинов (284—305)[7];
- память святителя Стефана I, патриарха Константинопольского (893);
- обре́тение мощей преподобномученика Адриана Ондрусовского (1549)[8].

### Именины
- Православные: Андроник, Давид, Евдокия, Ефросинья (Ефросиния), Юния.

## События
См. также: Категория:События 30 мая

### До XIX века
- 301 — свержение узурпатора Сыма Луня в Западной Цзинь и восстановление на престоле императора Хуэй-ди (290—301).
- 1381 — началось Восстание Уота Тайлера.
- 1416 — инквизицией сожжён чешский религиозный реформатор Иероним Пражский.
- 1431 — в Руане сожжена Жанна д’Арк.
- 1434 — Гуситские войны: произошла Битва у Липан.
- 1498 — начало третьей экспедиции Христофора Колумба.
- 1527 — в Марбурге (Ландграфство Гессен) учреждён университет.
- 1563 — Сражение при Борнхольме[нем.]: датская эскадра атаковала шведскую, тем самым положив начало Северной Семилетней войне.
- 1574 — Генрих III становится королём Франции.
- 1593 — под Лондоном в стычке в трактире погиб английский поэт Кристофер Марло (есть версия, что на самом деле он сбежал и стал писать под именем «Вильям Шекспир»).
- 1594 — впервые в Персию послано русское посольство во главе с князем А. Звенигородским.
- 1631 — первый выход La Gazette — первой французской газеты.
- 1635 — Тридцатилетняя война: подписан Пражский мир, завершивший шведский период войны.
- 1712 — в Санкт-Петербурге заложен каменный Петропавловский собор.

### XIX век
- 1805 — войсковым наказным атаманом М. И. Платовым основан г. Новочеркасск как новый административный центр Земли войска Донского.
- 1814 — подписан Парижский мирный договор (1814), завершивший Войну шестой коалиции.
- 1815 — затонуло в шторм судно Ост-Индской компании «Арнистон»[англ.]; погибло 372 человека[9].
- 1816 — Хосе Гаспар Родригес де Франсия провозглашён вечным диктатором республики Парагвай.
- 1854 — в США вступил в силу Закон Канзас-Небраска.
- 1864 — Сражение при Олд-Чёрч (Гражданская война в США).
- 1876:
  - Османский султан Абдул-Азиз отрекается от престола в пользу своего племянника, Мурада.
  - Российский император Александр II подписал Эмсский указ, которым запретил ввозить украинские издания из-за границы.
- 1879 — американский магнат Уильям Вандербильт объявил о плане создания крупнейшего в Нью-Йорке спортивного центра «Мэдисон-Сквер-Гарден».
- 1884 — открыто движение по Екатерининской железной дороге, соединивший Донбасс и Кривбасс.
- 1886 — в Российской Империи принят закон об отмене с 1887 года подушной подати.
- 1896:
  - На окраине Москвы произошла давка на Ходынском поле.
  - В Нью-Йорке официально зафиксировано первое в истории дорожно-транспортное происшествие: автомобиль Генри Уэллса из Спрингфилда столкнулся с велосипедом Ивлина Томаса. У велосипедиста оказалась сломана нога.
- 1900 — на Всемирной выставке в Париже датский инженер Вальдемар Поульсен представил изобретённый им прибор — телеграфон. По сути, это была магнитная лента для звукозаписи.

### XX век
- 1908 — состоялись первые в Великобритании международные состязания воздухоплавателей. С площадок Харлингэм-клуба в Фулхэме (Лондон) в небо поднялось 30 аэростатов, представлявших пять европейских стран.
- 1911 — впервые прошла знаменитая автогонка «500 миль Индианаполиса». Победителем стал Рэй Хэрроун.
- 1917 — первый удачный дирижабль ВМС США В-1 фирмы «Гудиер» совершил свой первый полёт из Чикаго (штат Иллинойс) в Уингфут, расположенный неподалёку от Акрона (штат Огайо).
- 1922 — в Вашингтоне председателем Верховного суда США Уильямом Говардом Тафтом торжественно открыт Мемориал Линкольну.
- 1942
  - Бомбардировка Кёльна английской авиацией.
  - В СССР создан Центральный штаб партизанского движения.
- 1943 — английской авиацией полностью уничтожен исторический центр Вупперталя, в городе произошёл Огненный смерч.
- 1947 — катастрофа C-54 под Бейнбриджем. Погибли 53 человека — на то время крупнейшая авиакатастрофа в США.
- 1948 — британский акт гражданства дал статус британцев всем гражданам Содружества.
- 1949 — в Германии, в советской оккупационной зоне, Народный конгресс принял новую конституцию, которая предусматривала создание народной палаты и палаты земель.
- 1950 — постановление ЦК ВКП(б) об укрупнении мелких колхозов.
- 1953 — СССР отказался от территориальных претензий к Турции, в частности, на город Карс.
- 1959 — на острове Уайт (Англия) прошло первое испытание судна на воздушной подушке.
- 1962 — Бенни Гудмен в своё 53-летие со своим ансамблем дал первый из шести концертов в СССР. Впервые в истории в Советском Союзе выступили джазмены США.
- 1965 — открыто прямое железнодорожное сообщение Москва-Стокгольм и Москва-Осло.
- 1968 — массовая демонстрация голлистов на Елисейских полях в Париже; перелом в событиях «Красного мая».
- 1969 — Западная Германия отказалась от политики немедленной демонстрации враждебного отношения к государствам, которые признают Восточную Германию.
- 1971 — запуск АМС «Маринер-9» к Марсу.
- 1975 — создано Европейское космическое агентство.
- 1977 — США и Куба пришли к соглашению об обмене дипломатическими представителями (с 1 сентября).
- 1982 — шестнадцатым членом НАТО стала Испания (первая страна со времени вступления ФРГ в 1955 году).
- 1991 — обращение членов Московской Хельсинкской группы (Льва Тимофеева, Юрия Орлова, Галины Старовойтовой, Генри Резника, Леонарда Терновского, Вячеслава Бахмина, Михаила Алексеева и присоединившегося к ним Александра Лавута) по поводу ареста и водворения в Лефортовскую тюрьму членов партии «Демократический союз» Валерии Новодворской и Владимира Данилова.
- 1994 — первый выход в эфир телепрограммы Влада Листьева «Час пик».
- 1995 — в России введена в обращение стотысячная купюра.
- 1999 — трагедия на «Немиге» в Минске, 53 погибших (официально).
- 2000 — Аскар Акаев подписал Закон о придании в Кыргызстане русскому языку официального статуса.

### XXI век
- 2003 — аналитическая компания IDC, занимающаяся исследованием рынков технологической продукции, сообщила, что по итогам I квартала первое место на мировом рынке серверов заняла компьютерная компания Hewlett-Packard (HPQ).
- 2004 — выпущено обращение преподавателей вузов, директоров школ, учителей и академиков к президенту России против массового внедрения ЕГЭ.
- 2008
  - Катастрофа A320 в Тегусигальпе, 5 погибших.
  - Завершена подготовка Конвенции по кассетным боеприпасам (вступила в силу в 2010 году).
- 2012 — суд Сьерра-Леоне приговорил бывшего президента Либерии Чарльза Тейлора к 50 годам тюрьмы за преступления в ходе Гражданской войны в Сьерра-Леоне.
- 2015 — массовое убийство в микрорайоне Косая Гора в Туле.
- 2020 — SpaceX DM-2: из Космического центра Кеннеди запущен частный пилотируемый космический корабль Dragon 2.

## Родились
См. также: Категория:Родившиеся 30 мая

### До XIX века
- 1201 — Тибо IV (Теобальдо I) (ум. 1253), граф Шампани, король Наварры.
- 1423 — Георг фон Пойербах (ум. 1461), австрийский астроном и математик.
- 1464 — Барбара Бранденбургская (ум. 1515), королева Чехии и Венгрии
- 1782 — Михаил Воронцов (ум. 1856), граф, князь (с 1845), светлейший князь (с 1852), русский военный и государственный деятель, генерал-фельдмаршал, герой войны 1812 г., генерал-губернатор Новороссии и Бессарабии, наместник на Кавказе (1844—1854).
- 1800 — Анри-Мари-Гастон де Буанорман де Боншоз (ум. 1883), французский кардинал.

### XIX век
- 1814

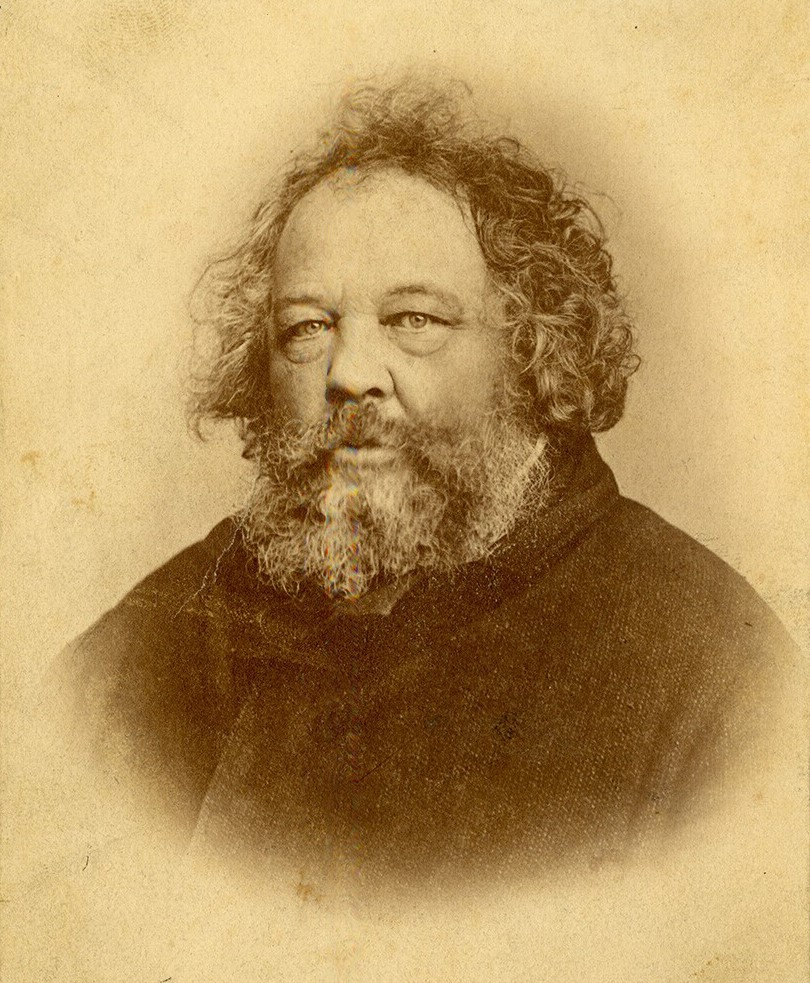
Михаил Бакунин

  - Михаил Бакунин (ум. 1876), русский мыслитель, революционер, анархист.
  - Эжен Шарль Каталан (ум. 1894), бельгийский математик.
- 1817 — Герман Август Хаген (ум. 1893), немецкий энтомолог, доктор наук Гарвардского университета.
- 1819 — Пётр Собко (ум. 1870), русский инженер, учёный-механик, основоположник сопромата как науки.
- 1835 — Альфред Остин (ум. 1913), английский журналист и поэт.
- 1841 — Константин Абаза (ум. 1905), русский военный историк и писатель.
- 1845 — Амадей I (ум. 1890), король Испании в 1870—1873 годах.
- 1846 — Карл Петер Фаберже (ум. 1920), российский ювелир.
- 1859 — Пьер Жане (ум. 1947), французский психолог и невролог.
- 1862
  - Мирза Алекпер Сабир (ум. 1911), азербайджанский поэт, сатирик.
  - Константин Фофанов (ум. 1911), русский поэт, автор поэмы «Волки», «Весенней поэмы».
- 1864 — Вильгельм фон Урах (ум. 1928), немецкий генерал, король Литвы в 1918 г.
- 1874
  - Елена Гнесина (ум. 1967), пианистка-педагог, заслуженный деятель искусств РСФСР, одна из сестёр-основательниц, а затем директор Института им. Гнесиных.
  - Иван Масанов (ум. 1945), русский советский историк, библиограф.
- 1875 — Джованни Джентиле (ум. 1944), итальянский философ, идеолог фашизма, министр образования в правительстве Муссолини.
- 1876 — Владимир Назор (ум. 1949), хорватский писатель, наиболее яркий представитель позднего «хорватского модерна».
- 1882 — Уиндхем Холсуэлл (ум. 1915), британский легкоатлет, олимпийский чемпион.
- 1887 — Александр Архипенко (ум. 1964), украинский и американский скульптор, пионер кубистской скульптуры.
- 1888 — Сергей Мигай (ум. 1959), певец (лирический баритон) белорусского происхождения, педагог, народный артист РСФСР.
- 1892 — Константин Островитянов (ум. 1969), советский экономист и общественный деятель.
- 1896 — Ховард Хоукс (ум. 1977), американский кинорежиссёр, сценарист и продюсер, обладатель «Оскара».
- 1899 — Ирвинг Тальберг (ум. 1936), американский кинопродюсер, прозванный «чудо-мальчиком Голливуда».

### XX век
- 1901 — Фрэнки Трамбауэр (ум. 1956), американский джазовый саксофонист, бэнд-лидер.
- 1907 — Валентина Кибардина (ум. 1988), актриса театра и кино, народная артистка РСФСР.
- 1908
  - Ханнес Альвен (ум. 1995), шведский астрофизик, лауреат Нобелевской премии по физике (1970).
  - Мел Бланк (ум. 1989), американский актёр озвучивания, давший голоса знаменитым мультипликационным героям.
  - Янис Озолиньш (ум. 1981), латвийский композитор, дирижёр, педагог.
  - Владимир Соболев (ум. 1982), советский геолог, академик, Герой Социалистического Труда.
- 1909 — Бенни Гудмен (ум. 1986), американский джазовый кларнетист и дирижёр.
- 1912
  - Джулиус Аксельрод (ум. 2004), американский биохимик и фармаколог, лауреат Нобелевской премии по физиологии и медицине (1970).
  - Хью Гриффит (ум. 1980), британский актёр, обладатель премии «Оскар».
  - Роже Куртуа (ум. 1972), французский футболист.
  - Лев Ошанин (ум. 1996), советский поэт-песенник («Дети разных народов», «Ничего не вижу», «Эх, дороги» и др.).
  - Джулиан Саймонс (ум. 1994), английский детективный писатель, историк, биограф, поэт, литературный критик.
- 1920 — Франклин Шеффнер (ум. 1989), американский кинорежиссёр, обладатель «Оскара».
- 1924 — Норберт Шемански (ум. 2016), американский тяжелоатлет, олимпийский чемпион (1952), первый в истории тяжелоатлет, завоевавший 4 олимпийские награды.
- 1926 — Нина Агапова (ум. 2021), актриса театра и кино, заслуженная артистка РСФСР.
- 1927 — Михаил Виноградов (ум. 2007), советский и российский океанолог, академик РАН.
- 1928 — Аньес Варда (ум. 2019), французский кинорежиссёр, сценарист и продюсер.
- 1930 — Павел Никонов, живописец и график, академик РАХ, народный художник России.
- 1934 — Алексей Леонов (ум. 2019), советский космонавт № 11, первый человек, вышедший в открытый космос, дважды Герой Советского Союза.
- 1936
  - Слава Метревели (ум. 1998), советский футболист, тренер.
  - Валентин Попов (ум. 1991), советский актёр театра и кино, кинорежиссёр, сценарист.
- 1937 — Александр Демьяненко (ум. 1999), актёр театра, кино и телевидения, мастер дубляжа, народный артист РСФСР.
- 1939 — Майкл Джей Поллард (ум. 2019), американский актёр.
- 1942 — Ирена Лесневская, деятель советского и российского телевидения, журналист, продюсер, основательница телекомпании «REN-TV».
- 1945 — Антонина Лефтий, украинская советская актриса.
- 1946 — Роксана Бабаян, эстрадная певица, актриса («Импотент», «Бабник»), народная артистка России.
- 1951
  - Стивен Тоболовски, американский актёр.
  - Здравко Чолич, югославский эстрадный певец и композитор, участник конкурса «Евровидение-1973».
- 1953 — Колм Мини, ирландский актёр.
- 1955 — Ники Хидон (псевдоним Топпер), британский барабанщик, участник группы «Clash».
- 1957 — Оксана Билозир, украинская певица и политический деятель.
- 1958
  - Майкл Эладио Лопес-Алегриа, американский астронавт.
  - Елена Майорова (ум. 1997), актриса театра и кино, заслуженная артистка РСФСР.
  - Мари Фредрикссон (ум. 2019), шведская певица (Roxette).
- 1960
  - Теодор Кучар, американский дирижёр, руководитель Симфонического оркестра Украины.
  - Галина Хомчик, советская и российская исполнительница авторской песни, лауреат фестивалей авторской песни, постоянный член жюри Грушинского фестиваля.
- 1961 — Арина Шарапова, российская телеведущая.
- 1963 — Хелен Шармен, первый космонавт из Великобритании.
- 1964
  - Вадим Курылёв, российский рок-музыкант, экс-участник группы ДДТ.
  - Том Морелло, американский гитарист, обладатель «Грэмми».
- 1966 — Томас Хесслер, немецкий футболист, чемпион мира (1990) и Европы (1996).
- 1971 — Иржи Шлегр, чешский хоккеист, член «Тройного золотого клуба».
- 1976 — Магнус Норман, шведский теннисист и тренер, бывшая вторая ракетка мира.
- 1980
  - Стивен Джеррард, английский футболист, известный по игре за «Ливерпуль» и сборную Англии.
  - Илона Корстин, российская баскетболистка, двукратный призёр Олимпийских игр, спортивный функционер.
- 1981 — Мария Берсенева, российская актриса (сериал «Маргоша»).
- 1985 — Никита Крюков, российский лыжник, олимпийский чемпион (2010), трёхкратный чемпион мира.
- 1987 — Артём Прима, украинский биатлонист.
- 1989 — Эйли (Ли Ё Чжин), корейская и американская певица.
- 1996 — Александр Головин, российский футболист.

## Скончались

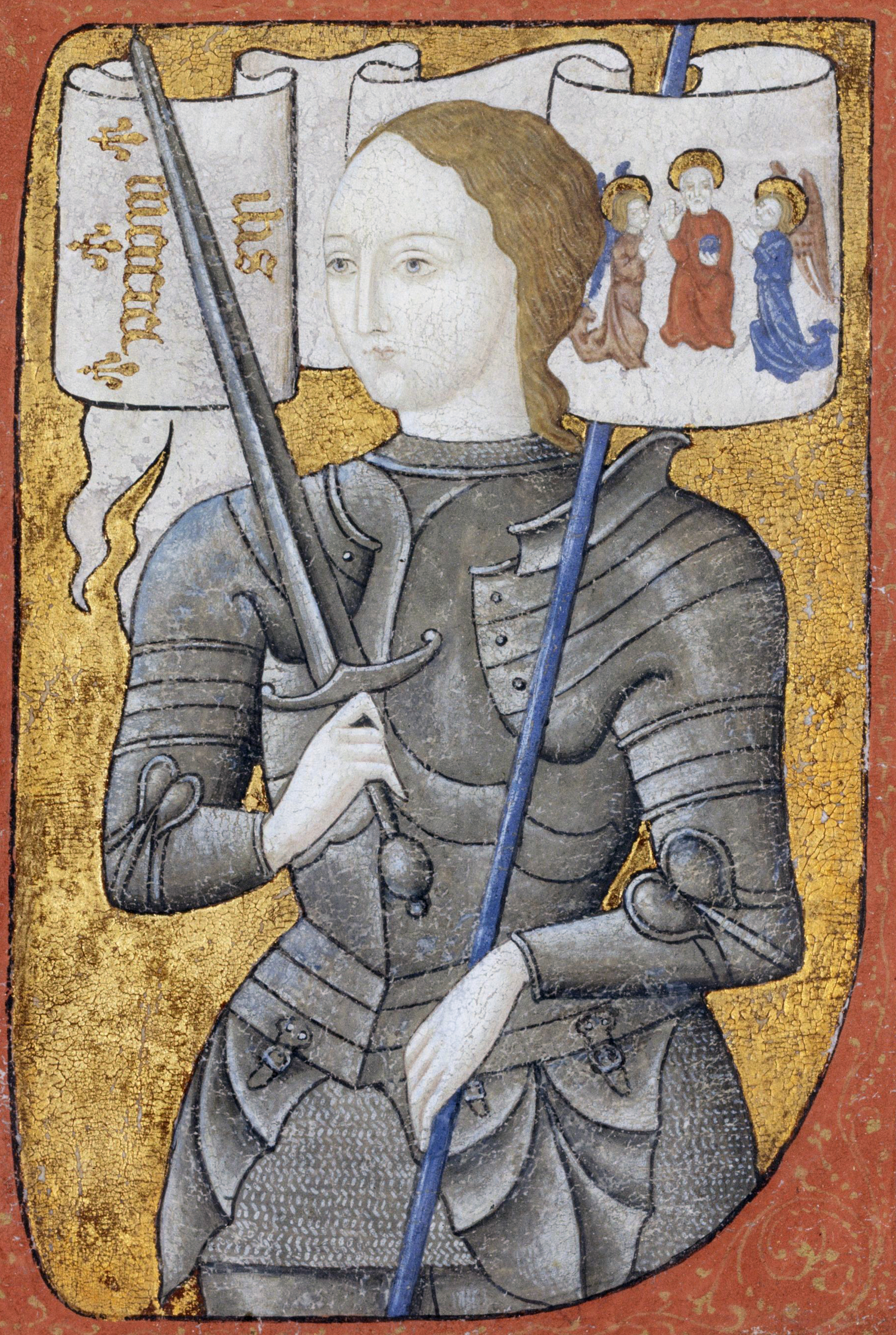
Жанна д’Арк

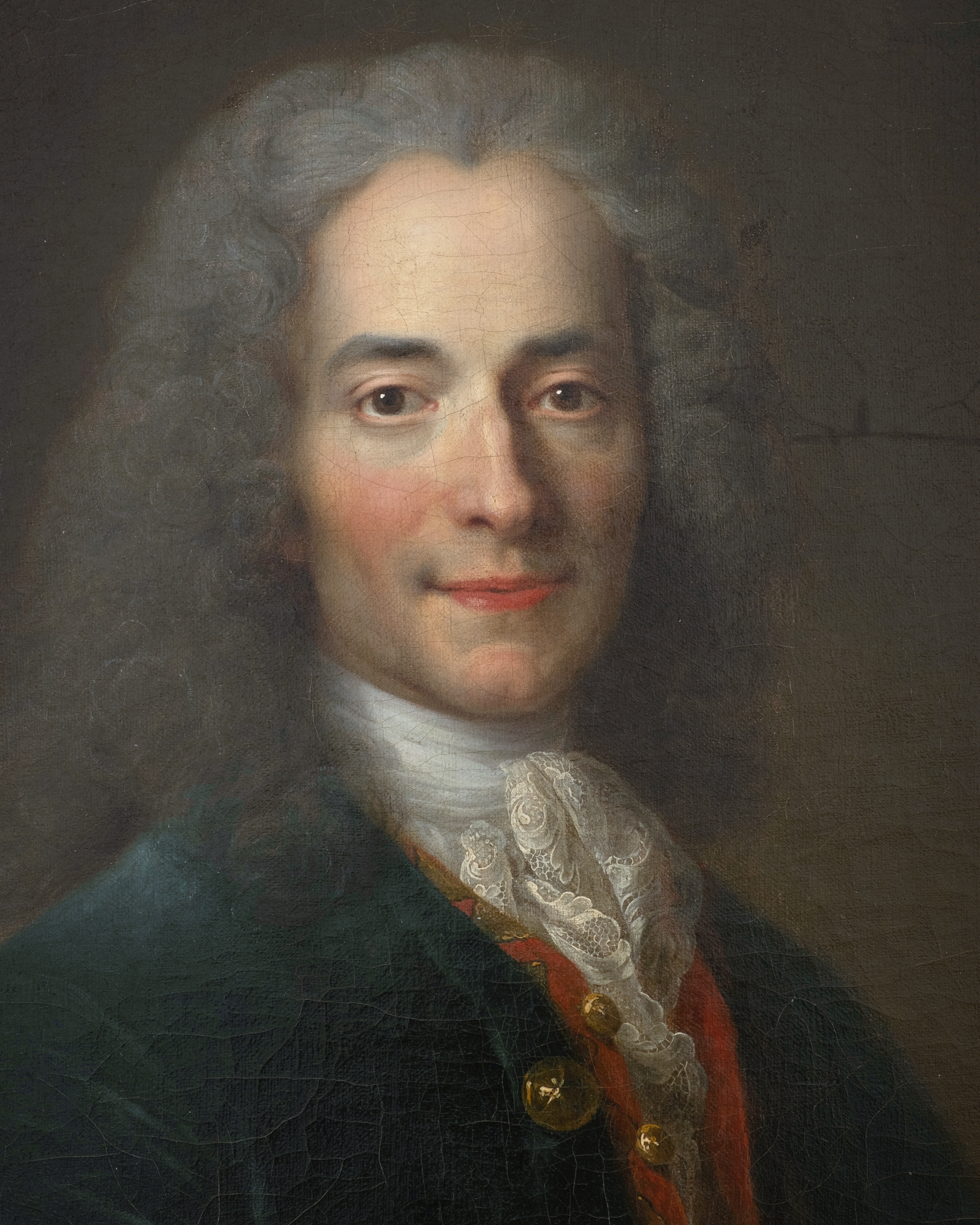
Вольтер

См. также: Категория:Умершие 30 мая

### До XIX века
- 1431 — сожжена на костре Жанна д’Арк (р. 1412), национальная героиня Франции, католическая святая.
- 1574 — Карл IX (р. 1550), король Франции (1560—1574), предпоследний из династии Валуа, устроивший Варфоломеевскую ночь.
- 1593 — Кристофер Марло (р. 1564), английский поэт, переводчик и драматург.
- 1640 — Питер Пауль Рубенс (р. 1577), фламандский живописец, дипломат, коллекционер.
- 1744 — Александр Поуп (р. 1688), английский поэт.
- 1770 — Франсуа Буше (р. 1703), французский живописец, гравёр, декоратор.
- 1778 — Вольтер (при рожд. Франсуа-Мари Аруэ; р. 1694), французский философ, писатель, публицист.

### XIX век
- 1824 — Егор Соколов (р. 1750), русский архитектор, строитель, член Императорской АХ.
- 1839 — Жан Антуан Вердье (р. 1767), французский дивизионный генерал, участник наполеоновских войн.
- 1843 — Иван Пестель (р. 1765), российский сенатор, генерал-губернатор Сибири (1806—1819), отец декабриста П. И. Пестеля.
- 1861 — князь Михаил Горчаков (р. 1793), генерал-адъютант, командующий войсками в Крыму на исходе Крымской войны, дед выдающегося российского реформатора П. А. Столыпина.
- 1869 — Филипп (до пострижения Филипп Андреевич Хорев, в монашестве — Филарет; р. 1802), схимонах РПЦ, основатель Пещерной обители и киновии Боголюбовой Богоматери[10].

### XX век
- 1911 — Константин Фофанов (р. 1862), русский поэт.
- 1912 — Уилбер Райт (р. 1867), американский изобретатель, авиаконструктор, старший из братьев — пионеров воздухоплавания.
- 1916 — Джон Мосби (р. 1833), полковник армии Конфедерации во время Гражданской войны в США, партизан.
- 1917 — Юлюс Янонис (р. 1896), литовский поэт и революционер.
- 1918 — Георгий Плеханов (р. 1856), философ-марксист, деятель российского и международного социалистического движения.
- 1925 — Артур Мёллер Ван Ден Брук (р. 1876), немецкий историк, автор книги «Третья империя» («Третий рейх»), название которой было взято нацистами для именования своего государства.
- 1926 — Владимир Стеклов (р. 1863), русский математик и механик, академик Петербургской Академии наук.
- 1934 — Того Хэйхатиро (р. 1848), маршал флота Японской империи, командующий Объединённым флотом Японии в русско-японской войне (1904—1905).
- 1942 — погиб Борис Сафонов (р. 1915), лётчик-истребитель, дважды Герой Советского Союза.
- 1960 — Борис Пастернак (р. 1890), русский советский писатель, поэт, переводчик, лауреат Нобелевской премии (1958).
- 1964 — Лео Силард (р. 1898), американский физик, один из создателей первого ядерного реактора.
- 1966 — Вяйнё Валдемар Аалтонен (р. 1894), финский скульптор и живописец.
- 1975 — Мишель Симон (р. 1895), швейцарский и французский актёр театра и кино, мастер гротеска.
- 1976 — Мирослав Фельдман (р. 1899), хорватский драматург и поэт.
- 1977 — Пол Дезмонд (урожд. Пол Эмил Брейтенфельд; р. 1924), американский джазовый альт-саксофонист и композитор.
- 1980 — Алексей Хомич (р. 1920), советский футбольный вратарь.
- 1986 — Бой Гоберт (р. 1925), немецкий и австрийский актёр театра и кино, театральный режиссёр.
- 1989 — Иоанн Странник (в миру князь Дмитрий Шаховской; р. 1902), архиепископ Сан-Францисский и Западно-Американский (1950—1974).
- 1991 — Йозеф Стехлик (р. 1915), чехословацкий лётчик-ас, участник Второй мировой войны.
- 1992 — Борис Дуленков (р. 1918), советский художник кино, народный художник РСФСР.
- 1994
  - Марсель Бик (р. 1914), французский изобретатель, основатель и соучредитель компании Bic.
  - Хуан Карлос Онетти (р. 1909), уругвайский писатель.

### XXI век
- 2007
  - Жан-Клод Бриали (р. 1933), французский актёр театра и кино.
  - убит Александр Зайцев (р. 1958), советский и российский музыкант, бывший член рок-группы «Машина времени».
  - Евгений Мишаков (р. 1941), советский хоккеист и футболист, двукратный олимпийский чемпион (хоккей), 4-кратный чемпион мира.
- 2008 — Борис Шахлин (р. 1932), советский гимнаст, 7-кратный олимпийский чемпион, многократный чемпион мира и Европы.
- 2011 — Розалин Ялоу (р. 1921), американская женщина-биофизик, разработчица радиоиммунологического метода определения компонентов крови, лауреат Нобелевской премии по физиологии или медицине (1977).
- 2012 — Эндрю Хаксли (р. 1917), английский нейрофизиолог, лауреат Нобелевской премии (1963).
- 2014
  - Хеннинг Карлсен (р. 1927), датский кинорежиссёр.
  - Людмила Макарова (р. 1921), актриса театра и кино, народная артистка СССР.
  - Эухенио Хорхе (р. 1933), кубинский волейбольный тренер, один из лучших в истории мирового волейбола.
- 2025
  - Рене Виктор (р. 1938), американская актриса, танцовщица, хореограф, певица, переводчица, журналистка, телеведущая, телепродюсер и сценарист.
  - Валери Махаффей (р. 1953), американская характерная актриса и продюсер, лауреат прайм-таймовой премии «Эмми» в (1992).

## Приметы
- В народном календаре страничка Евдокии Свистуньи — день, когда ветры свистят[11].
- «Какова Евдокия — таково и лето».
- Народившаяся в дождливую Евдокию луна — к мокрому лету, а если ещё дует северный ветер — к лету холодному.